# آپات‌فالوا
آپات‌فالوا (به مجاری: Apátfalva) یک منطقهٔ مسکونی در مجارستان است که در ناحیه ماکو واقع شده‌است. آپات‌فالوا ۵۳٫۷۷ کیلومتر مربع مساحت و ۲٬۹۲۰ نفر جمعیت دارد.